# 小貝爾特橋 (1970年)
新小貝爾特橋（Nye Lillebæltsbro）是位於丹麥小貝爾特海峽上的一座懸索橋，全長1700米。新小貝爾特橋修建於1965年至1970年期間，在1970年10月21日國王弗雷德里克九世開通。新小貝爾特橋的修建目的是為了緩解小貝爾特橋的交通堵塞狀況。由於日德蘭半島和菲英島之間的汽車流量日益增加，新小貝爾特橋是一座公路橋。橋面有加熱功能，可以在冬季也不會積雪積冰。